# Enrique Cerezo Torres

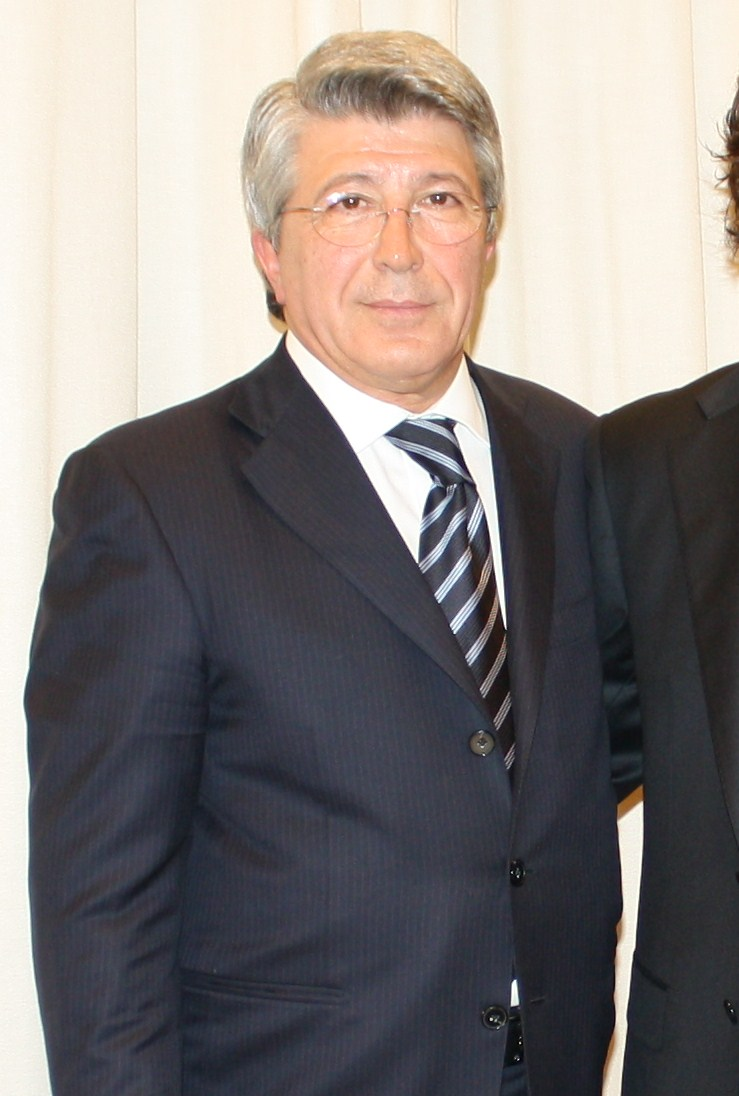
Enrique em 2009

Enrique Cerezo Torres [enˈrike θeˈɾeθo] (Madrid - 27 de fevereiro de 1948), é um produtor cinematográfico e atual presidente do Atlético Madrid, cargo que ocupa desde 2002.

## Carreira cinematográfica
Começou no cinema em 1967 como assistente de câmera no filme Un millón en la basura .  Três anos depois, dirigiu seu primeiro e único filme, La sonrisa del sol: Almería .
Como produtor de cinema, ele é o proprietário de Enrique Cerezo - Cinematographic Productions e produziu muitos filmes.  Seus filmes mais famosos produzidos incluem El perro del hortelano , La buena estrella , As crianças curiosas , Yoyes , Juana la Loca , A hora dos valentes e La vida de nadie .
Em 2012, foi premiado no Festival Internacional de Cortometrajes de X 'Almería en corto' pelo filme La sonrisa del sol: Almería .

## Presidência do Atlético Madrid
Após a ascensão do Atlético de Madri à La Liga em 2002, Jesús Gil optou por deixar a presidência da organização, embora sua família continuasse a controlá-lo e decidiu designar Enrique Cerezo como presidente, apreciando sua colaboração com o clube por muitos anos.
Em sua primeira temporada, o clube fez várias transferências de certos jogadores respeitáveis, como Javi Moreno , Demetrio Albertini e Fabricio Coloccini vindo do Milan , mas apesar disso, o clube terminou a temporada na 12ª posição.
Na temporada 2003-04 , o clube demitiu o técnico Luis Aragonés e substituiu-o por Gregorio Manzano .  Grande parte dos acordos da temporada anterior saem do clube, e neste ano, jogadores como Diego Simeone , Ariel Ibagaza e Matías Emanuel Lequi chegaram.  O clube terminou na sétima posição, tornando-se uma temporada ruim.
Na temporada 2011-12 , o ex-jogador Diego Simeone levou Atlétio ao seu segundo título da Liga Europa nos três anos desde sua criação, depois de bater o Athletic Bilbao por 3-0 na final em 9 de maio de 2012 em Bucareste , com Radamel Falcao marcando duas vezes e Diego uma vez.  Novamente, vencendo a Liga Europa, eles se classificaram para a Supercopa da UEFA de 2012 contra o Chelsea , vencedor da Liga dos Campeões da temporada anterior, disputada em Mônaco em 31 de agosto de 2012.  O Atlético venceu por 4 a 1, incluindo um hat-trick de Falcao no primeiro tempo.  A 16 de maio de 2013, o Atlético bateu o Real Madrid por 2-1 na final da Taça de Espanha , num jogo tenso em que ambas as equipas terminaram com dez homens.  Isso encerrou uma série sem vitórias de 14 e 25 jogos no derby de Madri.
A temporada 2012-2013 viu o clube terminar com três troféus em pouco mais de um ano.  Enquanto vencedores invictos do seu grupo da Champions League frente ao FC Zenit, FC Porto e Austria Wien, derrotando o AC Milan, o FC Barcelona e o Chelsea nos oitavos-de-final, o Atlético disputou a primeira Liga dos Campeões desde 1974, no Estádio da Lisboa. Luz contra a cidade rivais do Real Madrid.  O jogo foi para a prorrogação e terminou em 4 a 1 de derrota.  No entanto, o Atlético teve o consolo de conquistar a La Liga pela primeira vez desde 1996, com o gol de empate de Godín contra o Barcelona no último dia da temporada, uma semana antes da final da Liga dos Campeões.

## Filmografia

### Como produtor
- 1898: Los últimos de Filipinas (2016)
- Manda huevos (2016)
- La historia de Jan (2016)
- Mi gran noche (2015)
- Witching and Bitching (2013)
- Con la pata quebrada (2013)
- Mañana podría estar muerto (2013)
- Dracula 3D (2012)
- La montaña rusa (2012)
- La daga de Rasputín (2011)
- La venganza de Ira Vamp (2010)
- Todos estamos invitados (2008)
- Las 13 rosas (2007)
- La carta esférica (2007)
- The Final Inquiry (2006)
- A golpes (2005)
- Desde que amanece apetece (2005)
- Otros días vendrán (2005)
- Mis estimadas víctimas (2005)
- El chocolate del loro (2004)
- Franky Banderas (2004)
- Tiempo de tormenta (2003)
- El oro de Moscú (2003)
- El vientre de Juliette (2003)
- La vida de nadie (2002)
- La soledad era esto (2002)
- Mad Love (2001)
- El lado oscuro del corazón 2 (2001)
- Antigua, My Life (2001)
- Aunque tú no lo sepas (2000)
- Me da igual (2000)
- Yoyes (2000)
- Manos a la obra (2000)
- Pídele cuentas al rey (1999)
- El celo (1999)
- Extraños (1999)
- The Long Kill (1999)
- La hora de los valientes (1998)
- Dollar for the Dead (1998)
- La vuelta de El Coyote (1998)
- Phantoms (1998)
- La herida luminosa (1997)
- Al límite (1997)
- La pistola de mi hermano (1997)
- La buena estrella (1997)
- The Dog in the Manger (1996)
- Death in Granada (1996)
- Adosados (1996)
- Sombras y luces: Cien años de cine español (1996)
- Brujas (1996)
- Tatiana, la muñeca rusa (1995)
- Así en el cielo como en la tierra (1995)
- Una casa en las afueras (1995)
- Cuernos de mujer (1995)
- las cosas del querer 2ª parte (1995)
- Sálvate si puedes (1995)
- Todo es mentira (1994)
- How to Be Miserable and Enjoy It (1994)
- El tío del saco y el inspector Lobatón (1993)
- Pelotazo nacional (1993)
- Tres palabras (1993)
- Tirano Banderas (1993)
- Intruso (1993)
- El amante bilingüe (1993)
- Aquí, el que no corre... vuela (1992)
- The Tunnel (1988)
- La boda del señor cura (1979)

### Como diretor
- La sonrisa del sol: Almería (1974)

### Como ator
- Torrente 4 (2011)